# 動眼神経
動眼神経（どうがんしんけい、oculomotor nerve）は、12対ある脳神経の一つで、第III脳神経とも呼ばれる。中脳から出て、眼筋と呼ばれる筋群の大部分 (外側直筋と上斜筋以外) を支配し、眼球運動にかかわる。また瞳孔収縮や水晶体 (レンズ) の厚みの調節も行う。

## 発生
受精後4週までには神経核は形成される。全脳神経中、動眼神経核のみが中脳由来である（第Iおよび第II脳神経は終脳から、第IV脳神経以下は菱脳から発生する。特に第IV脳神経である滑車神経核は中脳に存在するが、発生学的には菱脳由来であることに注意）。中脳の基板から体性遠心性神経である動眼神経核および一般内臓遠心性神経 (不随意筋を支配する神経。ここでは具体的には副交感神経) であるエディンガー・ウェストファル核（動眼神経副核）が形成される。一般内臓遠心性神経の節前線維はエディンガー・ウェストファル核由来だが、神経節 (網様体神経節) および節後線維は神経堤に由来する。

## 解剖

動眼神経の起始部。中脳の断面。

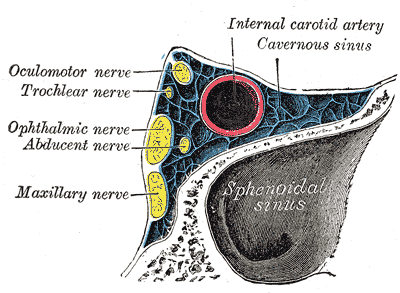
海綿静脈洞の斜断面。赤は内頚動脈、黄色は脳神経。一番上にあるのが動眼神経。

動眼神経核は中脳の最吻側で上丘の高さにあり、正中に近く室傍灰白質 (中心灰白質) の腹側、赤核の背内側に位置する。動眼神経の主要な線維 (体性神経) はこの核群から出る。エディンガー・ウェストファル核（動眼神経副核）は動眼神経核の背側・吻側に隣接している。この核から出た線維 (副交感神経節前線維) も動眼神経の一部をなす。副交感線維には網様体神経節への線維以外に、下部脳幹・小脳・脊髄へ投射するものもある。脊髄に投射する線維は、側索を下降してレクセドの第I層および第V層に終始し、腰髄レベルまで下降する。この線維は感覚 (特に侵害刺激) 受容の調節を行っていると考えられる。
動眼神経核は以下の部分 (亜核) から構成される。
外側体性神経核群・・・外眼筋を支配する
背側核・・・下直筋 (一部内側直筋を支配)。交叉しない
中間核・・・下斜筋。　交叉しない
腹側核・・・内側直筋。　交叉しない
内側核・・・上直筋。　交叉する
尾側中心核・・・上眼瞼挙筋を支配。　交叉するものとしないものがある
内臓神経核群・・・副交感節前線維が出る。交叉しない
エディンガー・ウェストファル核・・・外側内臓核 (LVCC)、内側内臓核 (MVCC) に分かれている
前正中核・・・エディンガー・ウェストファル核とほぼ同じ機能。
また副動眼神経核と呼ばれる、次の核群がある。
カハール間質核・・・前庭神経上核および内側核、視蓋前野、前頭眼野および小脳室頂核からの投射を受ける。遠心線維は後交連腹側で交叉して、対側の体性神経核群 (腹側核を除く)、両側の滑車神経核、同側の前庭神経内側核などに投射する。滑動追従眼球運動や垂直眼球運動、頭囲と姿勢の制御に関与している。
ダルクシェヴィッツ核・・・中心灰白質の腹外側縁の内部にある。この核からの線維は主に後交連核に投射するが、動眼神経核群や下部脳幹にも投射する。この核へは、脊髄からの上行線維 (温痛覚刺激の伝導路である前外側線維系のうち脊髄中脳路)が 、また小脳の歯状核・球状核・栓状核からの線維が上小脳脚を経由して投射している。
後交連核・・・中心灰白質の背側、後交連線維に接しており、視蓋前核や視床後核と交通している。サルの脳でこの線維を後交連の正中線で切断しても対光反射は保たれる。一方後交連核そのものとカハール間質核からの交叉線維をともに傷害すると、両側眼瞼の収縮と垂直眼球運動の障害が起きる。
動眼神経核およびエディンガー・ウェストファル核から出た線維は中脳の正中付近から腹側に走って合流し、一部は赤核を貫通して脚間窩から動眼神経となって中脳の外に出る。合流した動眼神経は副交感神経が外縁を形成するかたちで一つの束となって中頭蓋窩を吻側に向かう。まず上小脳動脈と後大脳動脈の間を挟まれるように抜けて後交通動脈の外側を並走、硬膜を抜けて海綿静脈洞にはいる。動眼神経は海綿静脈洞の外側壁をつたって (図を参照) 上眼窩裂から眼窩に出たのち、上直筋・上眼瞼挙筋を支配する上枝と下直筋・内側直筋・下斜筋を支配する下枝に分かれる。
下枝はさらに毛様体神経節に枝を出す。この枝をなす線維はエディンガー・ウェストファル核由来の副交感性線維である。その線維は毛様体神経節で中継されたのち、短毛様体神経となって毛様体筋と瞳孔括約筋を支配する。
一方動眼神経核に投射する線維には、脳幹網様体・カハール間質核・前庭神経核の一部・外転神経の核間線維・傍舌下神経核・内側縦束吻側間質核・視蓋前オリーブ核などがある。大脳皮質からの直接投射はないが、刺激は網様体を介在して届く。上丘からの直接投射もないが、こちらは隣接する室傍灰白質に投射している。

## 機能
動眼神経は、眼球運動に強く関わるほか、上眼瞼をあげて「目を開く」運動、毛様体により水晶体（レンズ）の厚みを調節してピントを合わせる運動、瞳孔括約筋により瞳孔を収縮させて水晶体に入る光の量を調節する運動を司る。
光が網膜に当たると、視神経を通る信号が視蓋前核、エディンガー・ウェストファル核で中継されて動眼神経の副交感性線維に伝わる。この信号は毛様体神経節を通って瞳孔括約筋を収縮させる。この反射を対光反射または瞳孔反射と呼ぶ。左右の視蓋前核は後交連を介してつながっているため、片側の視神経から来た信号が両側の視蓋前核に伝わり、以下の経路を興奮させるParent (1996) p。そのため片眼だけに光を当てても、両眼の瞳孔が収縮する（光を当てた側の瞳孔収縮を直接対光反射または直接瞳孔反応、反対側の瞳孔収縮を間接瞳孔反応または共感性対光反射と呼ぶ）。
見ている物が近づいたり遠ざかったりしたときにピントを合わせる機能を調節反射という。また遠方視から急にごく近く（10～20cm程度）を見るときに両眼が内転（いわゆる寄り目の状態）し、瞳孔が収縮する反射を輻輳反射という。調節反射と輻輳反射を合わせて近見反射という。
疼痛刺激を顔面、頸部、胸部、上肢に与えると両側の瞳孔が1-2ミリ散大するのを網様体脊髄反射と呼ぶ。痛覚刺激のみで実施できるため、意識障害があるときの脳幹障害の判定にとって重要である。
眼球運動に関わる神経は、動眼神経のほかに上斜筋を支配する滑車神経、外側直筋を支配する外転神経がある（外眼筋も参照のこと）。
通常ものを眼で追う運動 (追視) は両眼が共同して行う。正常ならこの時眼球の動きはゆっくりと滑らか (滑動性眼球運動 smooth pursuit eye movement) であるか、素早い動き (衝動性眼球運動 saccadic eye movement) である。これと似た用語だが、眼球運動が正常で滑らかなときは滑動性 (スムース smooth)、一方異常で滑らかでない時を衝動性 (サッケーディック saccadic) と呼ぶ。
水平眼球運動は外転神経と共同して行われる。両眼が同時に右方あるいは左方を見る (側方注視) ための外転・動眼神経の協調は橋背側にある傍正中橋網様体 (parmedian pontine reticular formation, PPRF) という核がかかわっている。衝動性眼球運動の中枢は前頭眼野で、ここから経路は不明だが、反対側のPPRFに命令が伝わる。PPRFからは同側の外転神経核と、眼運動交叉を通って対側の動眼神経核に命令が伝わる 。すなわち右半球の大脳皮質の命令によって、両目の左側への水平視が起き、左半球からの命令は右方への水平視が起きる。このため、PPRFより上部の障害では、障害部位と同じ方向への眼球運動麻痺 (反対方向への眼球偏倚) が、PPRFの障害では障害部位と反対側の眼球運動麻痺 (障害側への眼球偏倚) が起きる。
一方、垂直性の共同注視運動についてははっきりわかっていないが、脳幹の中枢は内側縦束吻側間質核やダルクシェヴィッツ核と考えられているが、後交連の病変でも垂直共同注視麻痺が起きることは、上記後交連核のところで記したとおりである。

## 異常所見
動眼神経麻痺は内頚動脈と後交通動脈の分岐部（IC-PC）にできた動脈瘤に合併することが多い。また糖尿病の合併症（微小血管障害 microangiopathy）である末梢神経障害のひとつとして動眼神経麻痺が起きることもよく見られる。
その所見は(1) 眼瞼下垂、斜視、複視（物が二つに見える）、(2) 散瞳、対光反射・調節反射の消失などである。(1) は外眼筋のみの麻痺で起こり（外眼筋麻痺）、これに対して(2)を内眼筋麻痺という。動脈瘤に伴う場合は、初期には散瞳や対光反射の消失など自律神経障害のみが起き、眼瞼下垂などの外眼筋麻痺は必ず遅れて現れる。一方糖尿病に伴う場合は概して外眼筋麻痺による複視や眼瞼下垂が起こりやすく、瞳孔症状を欠くことがある(pupillary sparing)。これらはすべて末梢性の動眼神経麻痺である。外眼筋麻痺はギラン・バレー症候群やトロサ・ハント症候群などで起こることがあり、神経性全外眼筋麻痺と呼ぶ。また動眼神経麻痺以外にも、重症筋無力症などの神経筋接合部の障害、眼筋ミオパチーなど眼筋そのものの異常で起こる場合がある。
中枢性の動眼神経麻痺は、古典的な死の3徴のひとつに対光反射の消失（他は心停止と呼吸停止）があげられるように、脳幹の死すなわち脳死の一連の現象の一つとして起こるというイメージがある。しかし対光反射の消失はたとえばアーガイル・ロバートソン瞳孔（近見反射は正常に保たれ、神経梅毒で見られる）やアディー症候群（原因不明）でも起こる。他にはウェーバー症候群、クロード症候群、ベネディクト症候群、ノートナーゲル症候群、パリノー症候群などの脳幹障害で動眼神経麻痺が起こる。

## 注
1. 1 2  Sadler (1995) p.404さ
2. ↑  Sadler (1995) pp.391-393
3. ↑  Sadler (1995) pp.405-408
4. ↑  フィックス (2007) p.79
5. ↑  Parent (1996) pp.542-544
6. ↑  Nieuwenhuys et al (2008) p.208
7. ↑  Parent (1996) p.543
8. ↑  Parent (1996) pp.397-398
9. 1 2  Parent (1996) pp.542-545
10. ↑  ハインズ (1996) pp.164-165
11. ↑  ハインズ (1996) pp.194-195
12. ↑  後藤・天野 (1992) pp.98-99, pp.128-129
13. ↑  Parent (1996) pp.545-546
14. ↑  岩田 (1994) pp.339-340
15. ↑  田崎ら (2004) pp.112-113
16. 1 2 3  岩田 (1994) p.51
17. ↑  田崎ら (2004) p.115
18. 1 2  田崎ら (2004) p.212
19. 1 2  岩田 (1994) p.55